# Équipe des Pays-Bas de korfbal
L’équipe des Pays-Bas de korfbal est la sélection des meilleurs joueurs et joueuses néerlandaises de korfbal. Les Néerlandais sont champions du monde et champions d'Europe en titre.
L'équipe prend part au Championnat du monde de korfbal 2007 à Brno (République tchèque) où elle s'impose en finale contre la Belgique.

## Palmarès
| Championnat du monde - 1978 : 1er - 1984 : 1er - 1987 : 1er - 1991 : 2e - 1995 : 1er - 1999 : 1er - 2003 : 1er - 2007 : 1er |  | Jeux mondiaux - 1985 : 1er - 1989 : 1er - 1993 : 1er - 1997 : 1er - 2001 : 1er - 2005 : 1er · Championnat d'Europe - 1998 : 1er - 2002 : 1er - 2006 : 1er |